# Jean Hermann

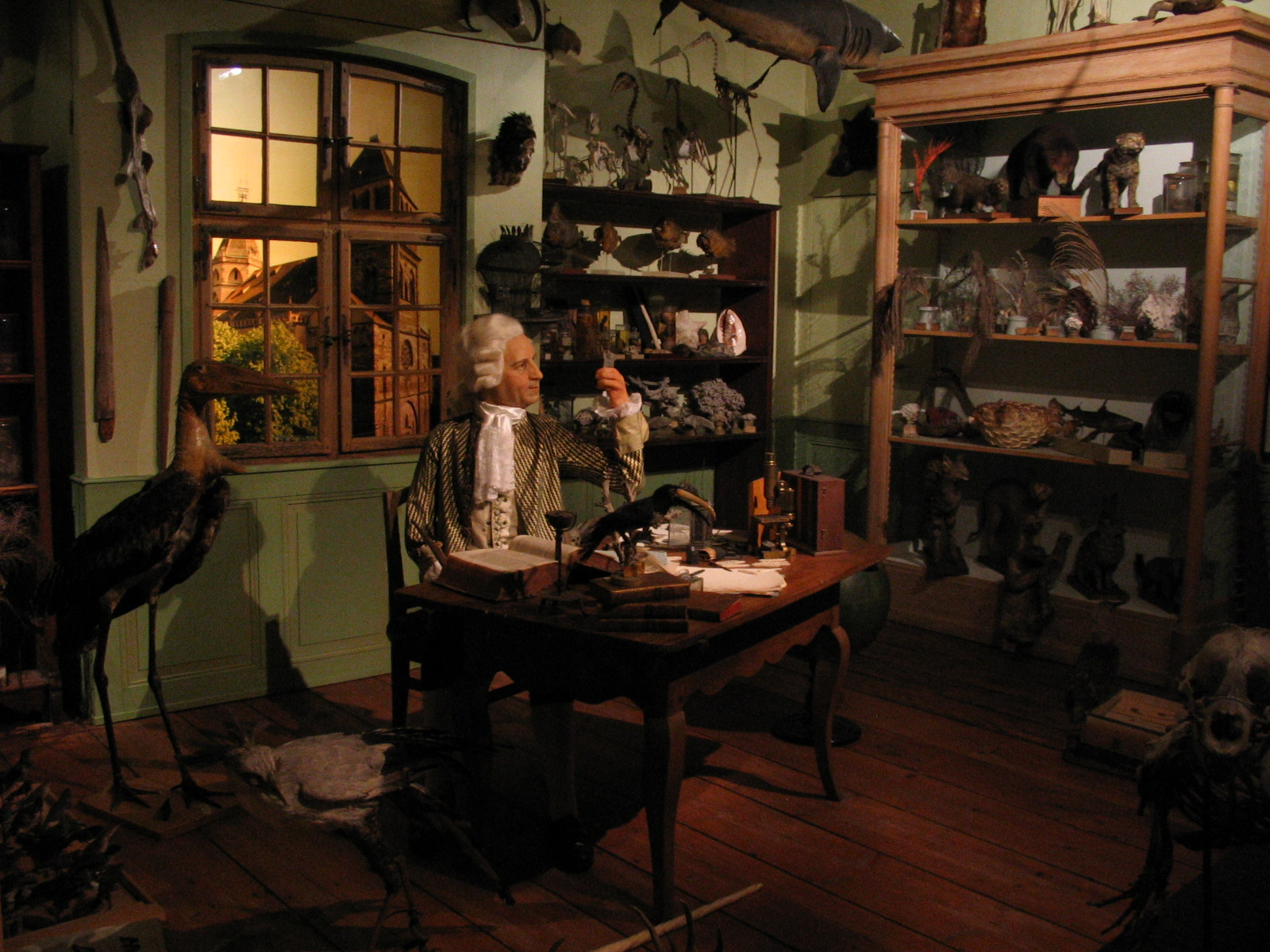
Reconstrucció del despatx d'història natural del Professor Hermann al Musée zoologique de la ville de Strasbourg

Johann, o Jean, Hermann, o Herrmann, (31 de desembre de 1738 a Barr, Alsàcia – 4 d'octubre de 1800 a Estrasburg) va ser un metge i naturalista francès alsacià.
Era fill d'un pastor luterà. L'any 1769 va ser nomenat professor de medicina de L'Escola de Salut Pública a Estrasburg, el 1778, professor de filosofia el 1784, per succeir Jacob Reinbold Spielmann en la càtedra de química, història natural i materia medica. l'any 1794 va esdevenir professor de botànica i matèria medica en la nova Escola de Medicina.

Va ser l'autor de Tabula affinitatum animalium  (1783), títol complet: Tabula affinitatum animalium... cum annotationibus ad historiam naturalem animalium augendam facientibus.
Observationes zoologicae quibus novae complures va ser publicat el 1804 pòsthumamente.
Va ser membre de nombroses societats científiques i va mantenir correspondència amb nombrosos naturalistes com Johann David Schöpf (1752-1800), Eugen Johann Christoph Esper (1742-1810) i Johann Jacob Ferber (1743-1790).
Les seves col·leccions i la biblioteca de 18.000 volums formaren la base del Museu d'Història Natural de la ciutat d'Estrasburg.
Hermann també estava encarregat del Jardí Botànic d'Estrasburg. Aquest jardí botànic va estar amenaçat de ser tancat durant la Revolució francesa, però Hermann es va esforçar a salvar-lo.

La seva col·lecció zoològica, que inclou 200 mamífers, 900 ocells, més de 200 rèptils, molts peixos,animals invertebrats i plantes assecades, va ser comprat per la ciutat d'Estrasburg el 1804, i va ser la base de Museu Zoològic d'Estrasburg.
El seu germà, Jean-Frédéric Hermann (1743–1820), va ser batlle d'Estrasburg.
El seu fill, Jean-Frédéric Hermann (1768–1793), hauria seguit els passos professionals del seu pare però morí molt jove durant la Revolució francesa.
El cognom Hermann es recorda especialment a través de l'epítet específic, hermanni de Testudo hermanni, la tortuga mediterrània.